# معركة دوفس 2012
معركة دوفس كانت المعركة خلال ثورة الشباب اليمنية بين القوات اليمنية الموالية للحكومة وبين جماعات مسلحة باسم جماعة أنصار الشريعة، دمر المسلحون خلالها كتيبة مدفعية تابعة للواء 39 مدرع الذي كان يستخدم كقاعدة رئيسية لدعم الجيش ضد مسلحي القاعدة وجماعة أنصار الشريعة.

## معلومات أساسية
في مايو 2011، استولى حوالي 300 من المسلحين الإسلاميين على المدينة الساحلية من زنجبار (يبلغ سكانها 20,000). وخلال استيلائهم على هذه المدينة، قتل المسلحون خمسة من رجال الشرطة، بينهم ضابط رفيع المستوى، ومدني واحد. وقتل جنديان آخران في اشتباكات مع المسلحين في لودر.
على مدى الأشهر القليلة اللاحقة، بذل الجيش اليمني عدة محاولات لإستعادة السيطرة على المدينة، لكن مسلحي القاعدة صدوا اكثرها وخلفت المعارك أكثر من 600 قتيلا في الجانبين.
في منتصف سبتمبر، أوقف اللجيش هجماته على زنجبار، وتركها في سيطرة جماعة أنصار الشريعة.

## معركة دوفس
في 4 مارس، شن المسلحين هجوما ضد كتيبة مدفعية تابعة للجيش في ضواحي مدينة زنجبار، في بلده دوفس الصغيرة، اسفر الهجوم عن مصرع 187 جنديا وجرح 135 آخرين. كما قتل 32 من مقاتلي القاعدة أثناء القتال، هاجم المسلحين قاعدة للجيش بسيارات مفخخة وتمكنوا من الإستيلاء على عربات مدرعة ودبابات، وأسلحة وذخائر، وتم أسر 55 جندياً واعلنت جماعة أنصار الشريعة مسؤوليتها عن الحادث.
بدأ الهجوم الرئيسي مع هجوم آخر لصرف الأنظار عن القوة المسلحة الرئيسية، وانفجرت عدة سيارات مفخخة أمام بوابات القاعدة العسكرية، و دخل بعدها المقاتلون إلى القاعدة العسكرية وأستولوا على أسلحة ثقيلة وأستخدموها ضد الجنود. بالقرب من القاعدة العسكرية تتواجد الكتيبة 115 و الكتيبة 119 التي من المفترض أن تدعم القاعدة العسكرية ولكنها لم تتمكن من المساعدة بسبب تعرضها لهجوم آخر.
جائت بعدها تعزيزات أخرى من القواعد العسكرية القريبة بعد فوات الأوان بسبب عاصفة رملية، في مدينة جعار، في الأيام التي تلت الهجوم، قام الجيش بعدة ضربات جوية ضد مواقع المتمردين حول زنجبار التي اسفرت عن قتل 42 من مقاتلي القاعدة.
أعلنت جماعة أنصار الشريعة مسؤوليتها عن الهجوم وسمحت لاحقاً لفريق الهلال الأحمر الطبي في جعار بعلاج 12 جندي من الجرحى، وطالبت الجماعة بتبادل الأسرى مع الحكومة.

## أعقاب
أستمرت الهجمات خلال الأسابيع اللاحقة، بما في ذلك هجمات انتحارية في 13 مارس، قرب محافظة البيضاء التي أسفرت عن مقتل أربعة جنود وإصابة أربعة آخرون بجروح خطيرة. بعد هذا الهجوم نشر المسلحون فيديو أعلنوا فيه أسر جندي آخر، ليصل العدد الإجمالي للأسرى من الجنود إلى 74 جندياً، وطالبوا بالإفراج عن مقاتلين تابعين لهم مقابل الجنود.
في 31 مارس، هاجمت مجموعة كبيرة من المسلحين نقطة تفتيش تابعة للجيش في محافظة لحج أثناء الليل، أسفرت عن مقتل 4 من المتمردين و20 من الجنود، وفر المهاجمون واستولوا على اسلحة ثقيلة ودبابتين على الأقل. وقالت القوات الحكومية في وقت لاحق انها قامت بضربات جوية دمرت إحدى الدبابات التي تم الإستيلاء عليها، وقتل ركابها الثلاثة بنجاح.
ووقع هجوم آخر مماثل وقع في 9 أبريل، أسفر عن مقتل 44 شخصاً بينهم 6 مدنيين و 24 من المسلحين و 14 جندياً، عندما حاول مسلحي القاعدة من الإستيلاء على مدينة رئيسية بالقرب من لودر.